# 余洪恩
余洪恩（1483年—？），字子承，湖廣黃州府黃岡縣人，軍籍，明朝政治人物。

## 生平
弘治十四年辛酉科湖廣鄉試第二十七名舉人。弘治十八年（1505年）中式乙丑科會試第一百五十三名，二甲第八十二名進士。授行人。

## 家族
曾祖余必文；祖父余凱；父余□，貢士。母宋氏。具庆下。